# The Beat Goes On (album, Vanilla Fudge)
The Beat Goes On je druhé studiové album americké rockové skupiny Vanilla Fudge. Album vyšlo v únoru 1968 u vydavatelství Atco Records a jeho producentem byl, stejně jako u prvního alba, Shadow Morton. V žebříčku Billboard 200 se album umístilo na sedmnáctém místě.

## Seznam skladeb
1. „Sketch“ (Appice, Bogert, Martell, Stein) - 2:55
2. „Intro: The Beat Goes On“ (Sonny Bono) - 1:57
3. Eighteenth Century: „Variations on a Theme by Mozart: Divertimento No. 13 In F Major“ (Wolfgang Amadeus Mozart) - 0:46
4. Nineteenth Century: „Old Black Joe“ (Stephen Foster) - 0:46
5. Twentieth Century - 3:09
  1. „Don't Fence Me In“ (Cole Porter) - 0:52
  2. „12th Street Rag“ (Euday L. Bowman) - 0:49
  3. „In the Mood“ (Garland-Razaf) - 0:45
  4. „Hound Dog“" (Jerry Leiber, Mike Stoller) - 0:43
  5. The Beatles - 1:45
    1. „I Want To Hold Your Hand“ (John Lennon, Paul McCartney)
    2. „I Feel Fine“ (Lennon–McCartney)
    3. „Day Tripper“ (Lennon–McCartney)
    4. „She Loves You“ (Lennon–McCartney)
    5. „Hello Goodbye“ (Lennon–McCartney)
6. „The Beat Goes On" - 1:32
7. Beethoven: „Fur Elise“ & „Moonlight Sonata“ (Ludwig van Beethoven) - 6:33
8. „The Beat Goes On“ - 1:05
9. „The Beat Goes On“ - 1:00
10. „Voices in Time“: Neville Chamberlain, Winston Churchill, Franklin Delano Roosevelt, Harry S. Truman, John F. Kennedy, and Other Voices - 8:09
11. „The Beat Goes On“ - 1:50
12. „Merchant/The Game Is Over“ - 8:57
  1. „Merchant“ (Appice, Bogert, Martell, Stein)
  2. „The Game Is Over“ (Bourtayre, Bouchety): Vinnie
  3. „Merchant“
  4. „The Game Is Over“: Tim
  5. „Merchant“
  6. „The Game Is Over“: Carmine
  7. „Merchant“
  8. „The Game Is Over“: Mark
  9. „Merchant“
13. „The Beat Goes On“ - 2:20

## Obsazení
- Carmine Appice – bicí, zpěv
- Tim Bogert – baskytara, zpěv
- Vince Martell – kytara, zpěv
- Mark Stein – klávesy, zpěv